# Mesquita de Santo Amaro (Mesquita Misericórdia)

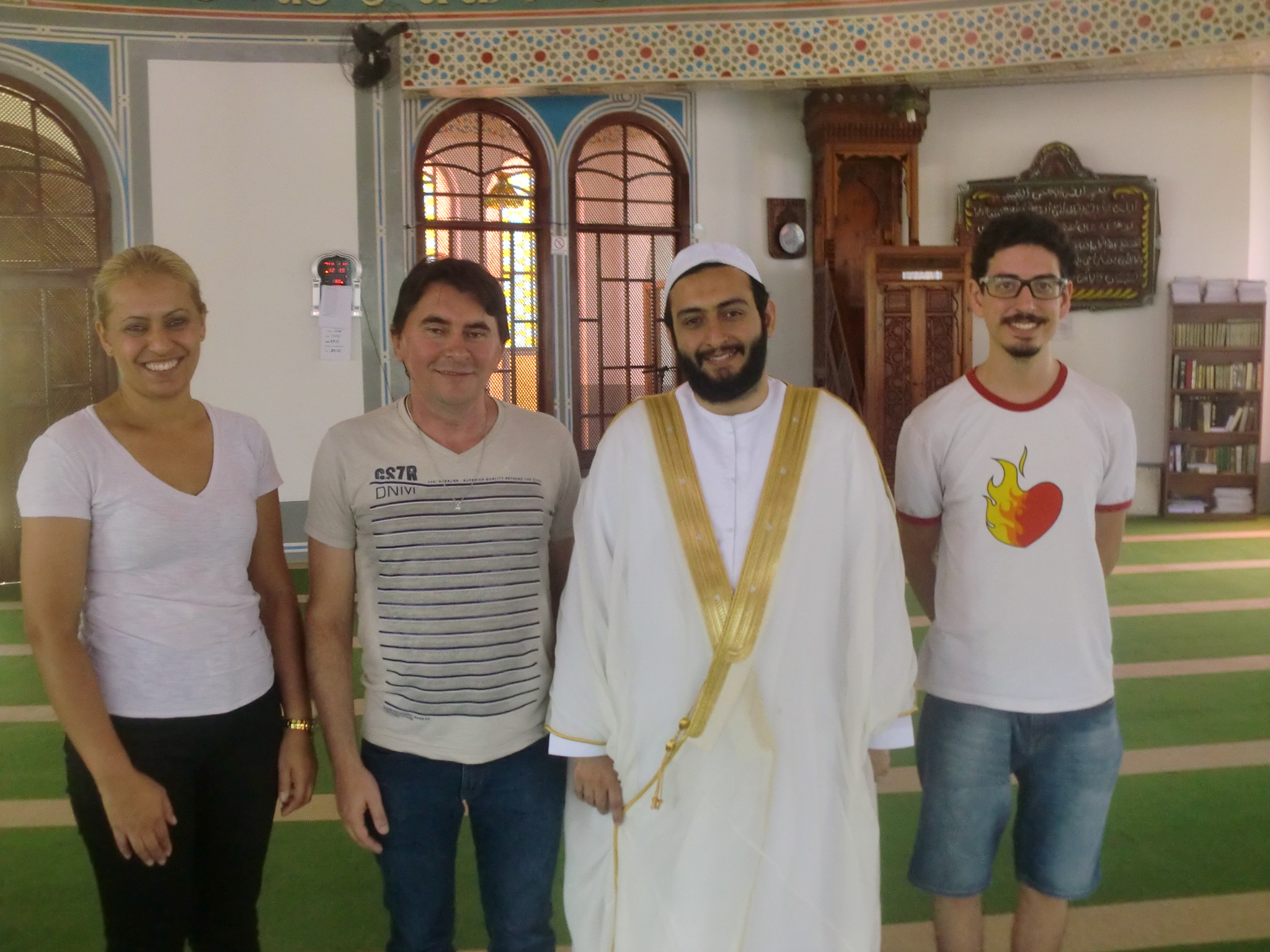
O Cheik Mohamed Albukai ao lado de estudantes universitários da Univesp.

Mesquita de Santo Amaro (Mesquita Misericórdia) é uma das 23 mesquitas da cidade de São Paulo. A primeira delas, e primeira da América Latina também, foi construída na Avenida do Estado, em 1929, chamada de Mesquita Brasil. Chamada de “Sociedade Beneficente Muçulmana de Santo Amaro”, e localizada na Avenida Yervant Kissajikian, 1130, a “Masjid”, ou Mesquita na língua típica, está situada em Santo Amaro, São Paulo. Sua fundação ocorreu em 19 de setembro de 1977. Atualmente, o Cheik Mohamed Albukai é quem realiza as atividades da Mesquita.

## História
- Construção: Inicialmente, em Santo Amaro na década de 1970, a comunidade islâmica realizou a compra de um terreno com intuito deste se tornar uma chácara: um local de recreação, em que as pessoas pudessem se instalar para passar um fim de semana e conversarem. Logo, também ocorreu a necessidade um local especial para fazer as orações. Naturalmente, com uma comunidade crescente, um espaço maior foi necessário para a realização das 5 orações diárias.

O projeto de construção é o mesmo desde aquela época, quando se decidiu então, construir a Mesquita. A construção já data mais de 30 anos, e ainda é popularmente conhecida por “Chácara”. A arquitetura antiga e de característica islâmica respeita e se assemelha às Mesquitas construídas na Turquia e realça o valor da tradição arquitetônica para os muçulmanos. As orações ocorrem 5 vezes ao dia, geralmente durante meia hora, sendo recitada em árabe, ou em português.

## Arquitetura

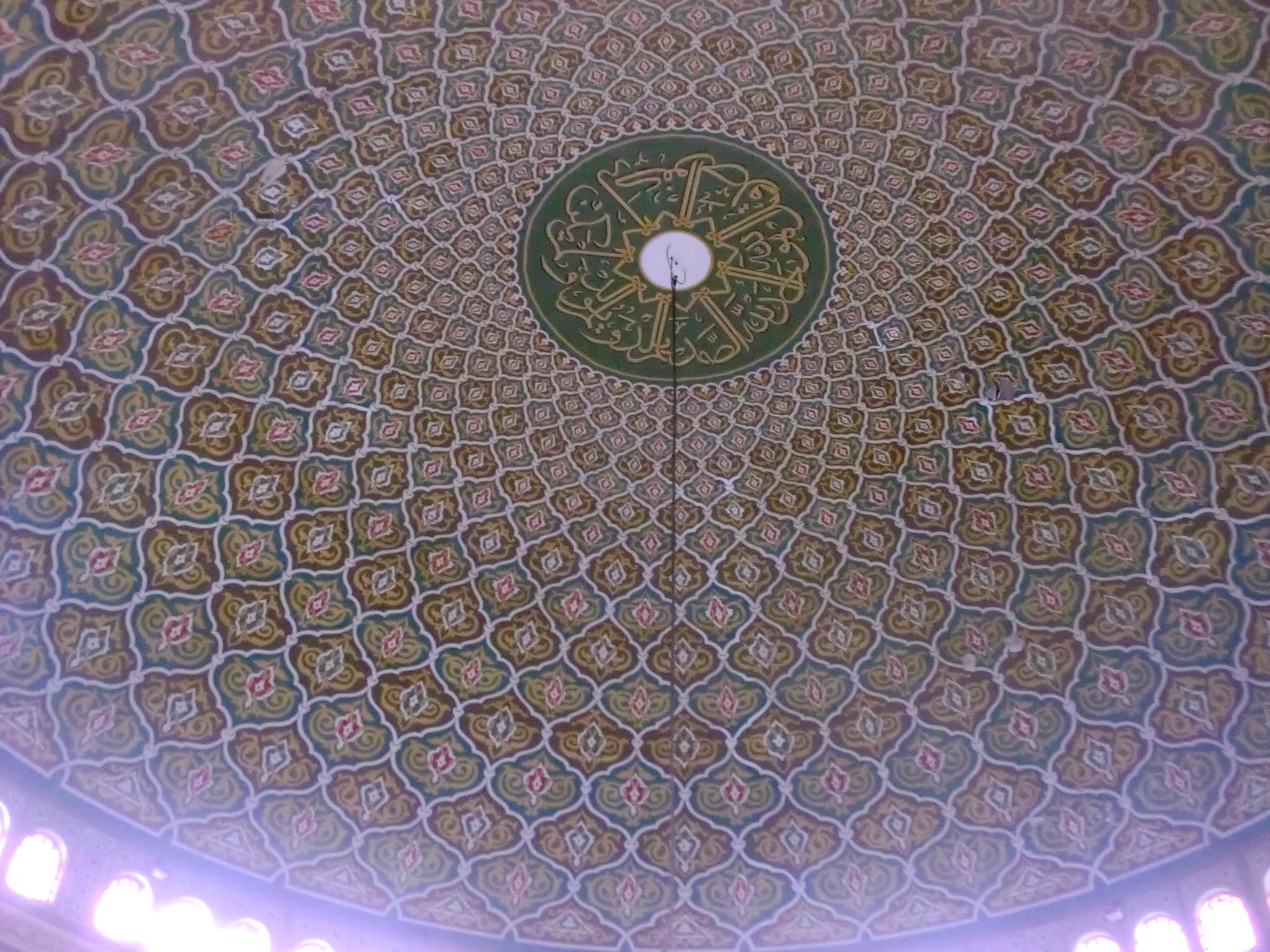
Cúpula da Mesquita Misericórdia.

- Características Gerais: Como é usual e tradicional, a Mesquita está direcionada à Meca. Existe a tribuna, onde é feito o sermão todas sextas-feiras, e há versículos do Alcorão, utilizados não apenas para decoração, mas também para recitar. Tradicionalmente, as mulheres ficam em uma parte superior, ou sempre atrás dos homens durante as orações.
- Interior: Vitrais, arabescos, tribuna, versículos.
- Exterior: Alguns centros islâmicos não tem essa estrutura. Esta Mesquita tem estruturas que a afirmam como tal. A cúpula, e o complexo são exemplos.
- Complexo: Há, no complexo da Mesquita Santo Amaro, além de um salão, uma escola ligada às atividades e ações da cultura islâmica, em que crianças e jovens frequentam para complementarem os ensinamentos da língua árabe.

## Sobre o Cheik

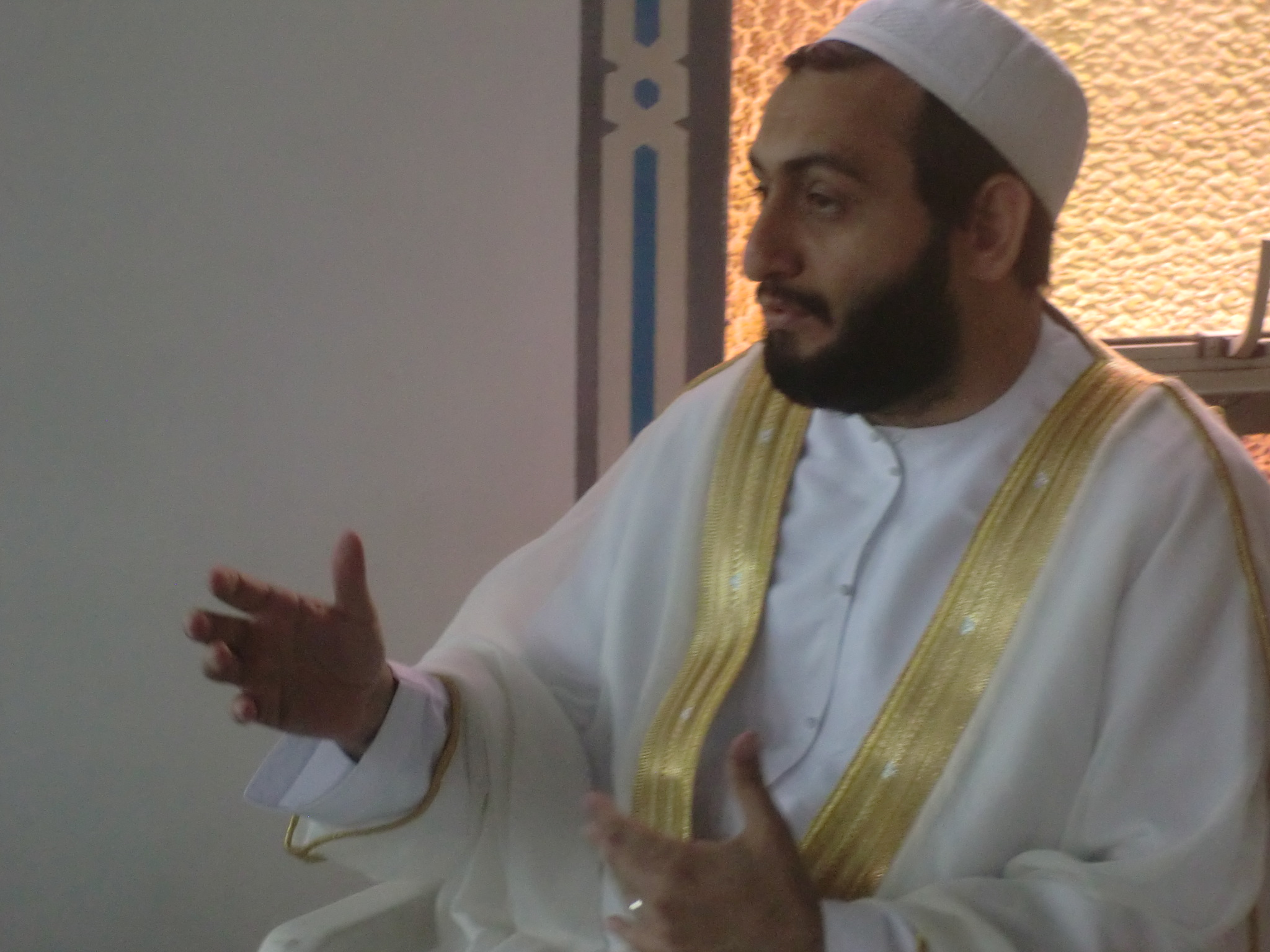
Cheik Mohamed Albukai

Cheik Mohamed Albukai, nasceu na Síria, em 1977, e há oito anos reside no Brasil. Teólogo, estudou em países europeus e no Egito. Possui título de Mestre em Judiciário e Política Islâmica, se dedicando ao estudo de mulheres na política e sobre a capacidade delas em governar um país islâmico. 

## Um pouco sobre o Islã
O Islã não enxerga que existam diferenças entre as pessoas. Os islâmicos acreditam que a origem da humanidade, o lugar de onde todos os povos vem são os mesmo, e assim, todos somos irmãos. É dever do islâmico tratar bem os vizinhos, saber se passam fome ou dificuldades, pois não se pode ser considerado um bom muçulmano sabendo que um vizinho enfrenta perigos. Esses são os valores que realmente importam no Islamismo, os valores de amar o próximo. Como também é no cristianismo, pois a fonte é a mesma. O Islã entende que o mal está nas pessoas que não foram educadas de uma forma religiosa. Estes usam a religião, mas não praticam a religião. O Islã acredita em um Deus que é único. Ele nos criou, ele é o criador ele é a fonte da nossa existência. O Islã acredita que crença e oração se fazem em qualquer lugar do mundo. Apesar das diferenças, como na Turquia, diferente da Síria, como também da África ou Malásia, o Islã não anula a cultura do país desde que a cultura do país não contrarie o princípio Islâmico. As diferentes culturas dos povos não anulam os muçulmanos, tanto que, estes estão presentes em vários países com diversas culturas não-islâmicas. Enfim, a religião quer corrigir o ser humano com relação ao universo, a existência, ao Criador, aos valores, como as roupas adequadas, sobre comidas, como carne de porco e como vinho tinto, bebidas alcoólicas;itens que não são permitidos.

### Islâmicos e o Brasil
Na verdade, a comunidade islâmica brasileira ainda é considerada como minoria. E, a maioria dos muçulmanos que chegaram aqui foram influenciados mais do que influenciaram. Essa nova geração de islâmicos, a terceira geração, começou a renovar-se de verdade e a dar uma nova vida pra comunidade islâmica brasileira. A miscigenação e diversidade dos povos existente no Brasil possibilitaram maiores facilidades aos islâmicos em sua adaptação aqui no país. Hoje há mais de dois mil povos aqui. E isso ajudou igualmente o Brasil. O Brasil, recebendo bem os estrangeiros, mostra uma boa aceitação com quaisquer povos, e evita discriminação. Possui essa harmonia.
Castro (2007), relata brevemente a concentração islâmica no estado de São Paulo, e comenta sobre as diferenças dentro da própria religião, o que afirma as diferentes posições e opiniões existente entre estes povos, mesmo respeitando a mesma religião:
“Quanto a concentração territorial dos muçulmanos no Brasil, pode-se dizer que o estado de São Paulo concentra o maior número deles, fato reforçado pelo elevado número de Mesquitas e centros islâmicos neste estado, mais enfaticamente na capital e região metropolitana.[...]Pode-se observar grande quantidade de centros islâmicos na capital e região metropolitana, principalmente Guarulhos e São Bernado do Campo.Tomei como objetivos de análise nesta pesquisa a Liga da Juventude Islâmica, situada em São Paulo, no bairro do Brás, e o Centro Islâmico de Campinas. O primeiro por apresentar um perfil típico dos muçulmanos em São Paulo: de origem predominantemente libanesa e dedicação ao comércio, além do grande dinamismo desta comunidade expressada pelas aulas e atividades desenvolvidas junto à população local. Campinas, por sua vez, constitui um caso de análise bastante interessante que nunca havia sido estudado. Esta comunidade apresenta um perfil étnico mais variado, além de concentrar-se em um ramo de atividade diferenciado, o setor educacional.”Inicialmente, os islâmicos que buscavam estudar destinaram-se à Europa, se formaram, e por lá ficaram. Os que imigraram para o Brasil, buscavam trabalhar no comércio, objetivando altos lucros, e assim, contribuíram muito para o setor comercial brasileiro e seu desenvolvimento. Assim, o comércio e os negócios tiveram e ainda tem um influências muito grandes na população brasileira. Nas ruas, como a 25 de Março, no bairro do Brás, antes e hoje, os islâmicos fazem grandes negócios. O setor comercial é a maior participação, e, a medicina sírio-libanesa, igualmente é muito presente na sociedade brasileira."
Mas, outras coisas poderiam influenciar mais a cultura brasileira se as pessoas entendessem os valores que o Islã têm. A questão da família, de construir um ser humano, um cidadão bom e a energia. A religião é uma energia, a vida islâmica, a cultura islâmica ainda tem muita coisa a aumentar.
Os muçulmanos já são bem brasileiros e, para eles, o mais importante é preservar a religião, a cultura. Isto porque um muçulmano tem de saber a origem dele e também tem de saber que há muitas coisas erradas também. Um país como o Brasil está aberto, está livre. Aqui também há coisas boas, mas há outras coisas que ninguém deseja para um filho. Todo esse trabalho é para proteger os islâmicos desta abertura, que pode, eventualmente desviar dos costumes islâmicos, a identidade pessoal e os valores humanos em geral. Temos esse medo nos filhos, nas crianças, sendo estes brasileiros ou não. Ser muçulmano não anula o fato de ser brasileiro. O que realmente queremos é que todos sejam bons cidadãos, que amem seu país, que tenham orgulho de ser brasileiro, e que mesmo tempo, o Islã seja um forma de mantê-los fixos nos valores ensinados e preservá-los nesses valores.
O ser humano sem valores acaba cometendo injustiças na sociedade. Deve-se respeitar a vida, respeitar o próximo, a natureza. Hoje, nada mais prejudica a vida e a natureza do que o próprio ser humano. Tem muitas coisas positivas e boas, coisas que realmente atraem muitas pessoas aqui, e em qualquer lugar. Porém, existem outras coisas que tem de mudar, que não inserem e nem são necessárias para a sociedade crescer e se formar. Realmente, a liberdade deve ter limite também. Devemos ter responsabilidade e paz para então poder retribuir.

### A comunidade local e a Mesquita
Ocorrem grandes influências entre a Mesquita e a comunidade local. Além de contribuir com o despertar da curiosidade e agregar conhecimento, a Mesquita realiza trabalho social, com crianças e pais do bairro, além de atividades sociais direcionadas à pessoas carentes, e, ações comunitárias para diversas pessoas nas áreas de medicina, juntamente com o apoio da prefeitura. Isso provoca e expõe a boa harmonia, e permite que essa convivência cresça e seja, cada vez mais  facilmente entendida.
O trabalho social é feito também em bairros mais carentes como Guarulhos e outras regiões. Contamos com muitos voluntários, médicos e comerciantes atendendo a comunidade mais carente. Tudo realizado em praça pública, com diversas tendas que são distribuídas no local para o atendimento médico.

### Mídia
As grandes mídias falam apenas de acontecimentos que são negativos. Por conta da mídia, e por conta dos acontecimentos recentes, as pessoas acabam associando o culto ao Islã com o Terrorismo. Essa visão é errada, e acaba atingindo de forma errada as pessoas por simples falta de conhecimento.
Em geral, os brasileiros e os paulistas já estão acostumados com os islâmicos. Não são mais recém-chegados pois fazem parte do território desde a criação do Brasil. É clara a participação e a boa convivência com o povo daqui.

### Ligações Externas\Divulgação
Não há canal de divulgação Islâmico. A divulgação de notícias e eventuais informações ocorre entre as mesquitas, entre os frequentadores. Mas, na mídia não há divulgação específica da Mesquita.